# Panche
Els panche o tolima són un poble amerindi, que habitava en totes dues riberes del riu Magdalena i el seu conca, des de la foia del riu Gualí al nord-oest i del riu Negre al nord-est, fins a la foia del riu Coello al sud-oest i Fusagasugá al sud-est, en territori de l'actual Colòmbia. Se l'ha considerat culturalment similar als pobles caribs veïns però lingüísticament no emparentat amb ells. Segons Fray Pedro Simón, els panches parlaven la mateixa llengua dels pijaos. Van ser descrits pels conqueridors espanyols com a temibles guerrers, antropófagos la vida dels quals girava al voltant de la guerra.

## Territori
En el moment de la conquesta es trobaven assentats en el centre de l'actual República de Colòmbia, en l'orient del Tolima occident de Cundinamarca. Els seus veïns a l'occident eren els pijaos, coyaima i natagaima; al nord-oest els pantágoras; al nord-est els muzos o colima; al sud-est els sutagao i; a l'est els muisques o txibtxa.
S'ha establert aproximadament l'abast territorial del país panche, tenint en compte que les zones limítrofes fluctuaven per les guerres i altres motius. Pel nord arribava fins als rius Guarinó i Gualí confinant amb els seus germans d'origen i idioma, els pantágoro o Palenques. Cap a l'occident van habitar part de la serralada central, els pobles que avui coneixem com Fresno, Falan, Palocabildo, Líbano i Anzoátegui (Tolima) eren zona limítrofa amb altres pobles indígenes. Quan la zona limítrofa cap a l'oest i sud-oest existeixen grans dubtes, especialment en el cas d'Ibagué, ja que alguns autors afirmen que l'àrea actual aquesta ciutat es trobava en territori panche i altres asseguren que era pijao. La resposta a aquest dilema no obstant això pot trobar-se en què Ibagué en principi va ser fundada en el lloc que avui es troba Cajamarca (Tolima), terrenys que sens dubte pertanyien a la nació dels pijaos, però mesos després la ciutat va ser traslladada al lloc que avui ocupa, a l'altiplà, que segons la majoria de cronistes l'adjudiquen com a territori panche.
Van dominar i van habitar els panches les terres actualment ocupades pels pobles de Rovira, Valle de San Juan i San Luís, Guamo i El Espinal. Partint llavors d'aquesta base deduïm que el riu Combeima i el riu Coello eren límit fluctuant entre panches i pijaos. Per l'Orient ha estat possible establir que la frontera entre panches i muiscas passava entre els municipis de Anolaima, Zipacón (fort militar fronterer dels muiscas), Tena Viotá i La Mesa (Cundinamarca), prenent la part alta de la serralada de Subía fins a Tibacuy. Al sud-est van ocupar les avui valls de Carmen de Apicalá i Melgar (Tolima), frontera que compartien amb els sutagaos. Cap al Nord-oest els panches van habitar els pobles de Nimaima, Nocaima i La Vega (Cundinamarca), seguint la regió muntanyenca del Tablazo en Supatá fins a Pacho, on començava la comarca dels colimas o muzos. A partir d'aquests punts són netament panches els pobles de Villeta, Guaduas, Sasaima, Chaguaní, Vianí, Guayabal de Síquima, Útica i El Peñón (Cundinamarca).
L'antic territori del Gran Tolima albergava amb aquestes extenses comunitats, també un vast sistema socioeconòmic molt similar entre si. Encara que mai es van regir per un comandament central, aquestes agrupacions prehispàniques es van organitzar en senyorius independents, comunitats tributàries i comunitats subjugades a unes altres.
El cacicat era exercit sense tenir molt en compte les vies de dinasties, es triava d'acord amb les necessitats del moment, el valor i coneixement relacionat amb el sobrenatural, era una exigència i no era de molta importància el sexe del triat. Es coneix de cacics dones que van estar al comandament dels destins d'aquests pobles amb resultats notables.
Existia dins d'aquestes civilitzacions els Marirris o Piaches i Mohanes, propis de les societats xamàniques, Ancians i Endevins, que exercien un paper important en les decisions religioses, polítiques, militars i especialment en matèria de salut. Tenien a veure amb el real però també amb tot el diví i el sagrat. Els Cacics panches o síquimas tenien com a costum donar el seu nom a la regió que governaven i eren assessorats en les seves funcions especialment per un grup de persones d'autoritat i experiència anomenats Acaimas.

## Organització Polític-administrativa
La seva organització política era de tipus tribal, això significa que no tenia una gran diferenciació jeràrquica dins de la societat, ni existien líders que dominessin políticament grans territoris o súbdits. No obstant això les cròniques espanyola de la conquesta deixen veure que alguns líders tenien reconeixement en raó de la seva capacitat estratègica militar, el comandament de la qual era acatat per altres líders en aliances temporals.
La nació panche estava conformada per les tribus tocaima, anapuima, suitama, lachimí, anolaima, síquima, chapaima, calandaima, calandoima, bituima, tocarema, sasaima, guatiquí, etc.

### Governants
L'organització tribal no va permetre el sorgiment de grans líders polítics, tampoc va haver-hi una bona recol·lecció de la història d'aquests pobles menys si es té en compte el seu ràpid extermini durant la conquesta i els anys posteriors a aquesta. Solament les cròniques donen una idea sobre aquest punt. Entre els líders més destacats que les cròniques de la conquesta van percebre es trobava Bituima un home savi d'edat madura i amb una gran capacitat de convocatòria perquè va aconseguir la unificació d'un bon nombre de tribus sota el seu comandament en les batalles de la resistència a la conquesta, aquest va ser un bon estrateg militar i va posar en escac als espanyols en Bituima derrotant-los durant el lloc d'aquests a la fortalesa. També es reconeix a Tocarema i Anolaima els qui van combatre en la batalla de Tocarema contra la invasió d'Espanya i que van acordar tractats de pau amb Gonzalo Jiménez de Quesada, a més d'un antic cap Tocaima encara que havia mort feia molts anys la seva memòria romania visqui tal vegada pel seu talent militar.

### La Guerra
La guerra era la seva principal activitat, els espanyols els van reconèixer una gran capacitat estratègica durant la conquesta. Els muiscas afirmaven el mateix, de fet van reportar que durant molts anys els panches van assaltar de manera constant els seus sementicis i segrestaven les seves dones; en zones frontereres com Tibacuy, Pujava, Tena, Pantamo, Luchuta i Chinga els caps polítics van apostar "güechas" o guerrers professionals recognoscibles per la seva gran grandària que van intentar contenir als temibles enemics. Eren enemics també de grups caribs com els muzos. Fins i tot els pantágoro o els pijaos vivien en constant enfrontament amb grups panches que al seu torn lluitaven internament.
Les seves armes eren maces, macanes, arcs, fletxes i dards algunes es dissenyaven amb l'objectiu únic de la guerra, mentre que altres eren eines adaptades a les necessitats bèl·liques. Les cròniques descriuen fortaleses defensives a Anolaima i Bituima en les quals van saber aprofitar l'escarpat del terreny i la dificultat d'accés, per a vendre cara la seva derrota en batalles sagnant contra els conqueridors espanyols i els seus aliats els Muisques. Com a complement al sistema armamentista que van manejar, els panches preparaven mescles de verins de Serps verinoses, aranyes i alacrans per a enverinar les fletxes i els dards. Segons els cronistes, els tocaimas eren els més civilitzats i d'índole més pacífica, mentre que els Síquimas els més guerrers.
D'acord amb les cròniques de Fray Pedro Simón un objectiu de la guerra era l'obtenció de carn humana bé per l'alimentació o per la pràctica del canibalisme cerimonial, no obstant això és més probable que els panches com a grup guerrer practiquessin el canibalisme a causa de la guerra com a manera d'infondre terror als seus enemics i com una forma ritual d'obtenir les qualitats dels vençuts, en aquest cas el canibalisme és més una opció conseqüència de la guerra que la causa d'ella.
Malgrat els seus continus conflictes interns podien fer aliances intertribals en sentir-se amenaçats per pobles que no fossin panches, això es va presentar durant la conquesta i en temps anteriors quan es van aliar per a assaltar els territoris dels Muisca, que sempre van ser molt superiors demogràficament.

## Història

### Origen
Per les seves característiques culturals es considerava que els panches parlaven una llengua pertanyent a la família lingüística Carib, aunque la evidencia lingüística disponible sugiere que la lengua de los panches, pijaos y tolimas no estaba emparentada con la de otros pueblos caribes a pesar de las similitudes culturales entre esos grupos y los grupos caribes. ncara que l'evidència lingüística disponible suggereix que la llengua dels panches, pijaos i tolimas no estava emparentada amb la d'altres pobles caribes malgrat les similituds culturals entre aquests grups i els grups caribes. Segons Fray Pedro Simón, els panches parlaven el mateix idioma que els pijaos.
No és clar l'origen dels pobles culturalment caribes, es creu que provinents de l'altiplà de Mato Grosso al Brasil, (encara que altres autors presumeixen que són oriünds de la Guaiana, les illes del Carib i el nord de Veneçuela) haurien arribat a l'actual territori de Veneçuela pel vall de l'Orinoco i posteriorment ingressarien a Colòmbia possiblement per la regió muntanyenca del Perijá ascendint per la vall del Magdalena fins a situar-se en les zones de Cundinamarca i Tolima aquestes tribus que es van situar en aquesta regió haurien donat canvis culturals fins a formar les unitats panches, muzos, pijaos, pantágoro, colima, etc. Des d'on van envair territoris que en etapes anteriors van pertànyer a grups de la família txibtxa i que han estat denominats pels arqueòlegs com del període Herrera. Aquest canvi sembla presentar-se des del segle IX a XI d.C d'acord amb les anàlisis arqueològiques i antropològiques.

### Conquesta
En la zona del litoral Atlàntic, cada poblat amerindi es transforma en un baluard de la fermesa americana, contra la invasió espanyola. Abans de començar la marxa cap a territoris de l'interior de Colòmbia, els espanyols van haver de suportar llargues jornades d'esgotadors combats, per espai de 10 anys per a aconseguir trencar el cèrcol al voltant del primer cap de pont del litoral.
La conquesta dels nous territoris, es va caracteritzar per estar comprès entre el tercer període del procés d'urbanització europea a Colòmbia, etapa que comença l'any de 1.535, quan els espanyols trenquen el cèrcol de la resistència de pobles del litoral Atlàntic com els Taironas. Seguidament marxen diverses columnes militars que penetren a l'interior de Colòmbia, seguint uns patrons naturals de sentit nord - sud, les valls dels rius Magdalena i Cauca.
va sortir de Santa Marta el 5 o 6 d'abril de 1536 amb prop de 700 conqueridors espanyols. L'expedició de mercenaris a més portava cavalls reservats per als capitans, nombrosos gossos de fonamental ajuda, perquè eren destres per a la lluita i les sagnants aperreadas o entestades, va acabar que significa atiar gossos de presa contra la població indígena.
En arribar a la Tora, important punt en el comerç de la sal, avui dia Barrancabermeja en el Magdalena mitjà, van crear un eix provisional des d'on s'efectuarien totes les expedicions cap al sud, mentre es fundava una pròxima ciutat; aquest element d'expedició es denominava El Real, que servia com a base temporal on aprovisionaven, servia com a refugi, es prenien decisions i es llançaven exploracions a diversos punts. D'allí van continuar cap al sud, on el 12 de març de 1537 van arribar a Guachetá (Cundinamarca), enclavament de la grandiosa societat Chibcha, davant els qui van al·legar ser ambaixadors d'un Rei molt llunyà. Amb aquesta maniobra havien iniciat la conquesta de les zones altes dels Andes Centrals.
Una vegada trobats i conquistats els territoris muiscas, les tropes de Jiménez de Quesada van decidir enfrontar la resistència dels panches.

### Incursió al territori dels Panches
Passat l'hivern de 1537, Gonzalo Jiménez de Quesada que es trobava ja a Bacatá, avui Funza, dona l'ordre al capità Juan de Céspedes d'explorar noves terres. L'oficial va ser conduït per guies Muiscas a Tibacuy, entra per dominis del Cacic Cónchima a territori dels panches on es va mostrar poc amigable, arrogant i hostil. Els seus comentaris i els dels seus cronistes són de intrepidez, vigor i disciplina que fa contrast amb les observacions fetes sobre els panches, desordenats, bel·licosos, venjatius i antropófagos. Va ser la primera expedició castellana en sòl panche. Durant aquest mateix any Jiménez de Quesada personalment es va dirigir per les aspres muntanyes de Tocarema, per a assetjar als seus pobladors amb l'ànim d'intimidar-los, perquè els lliuressin el seu or i abandonessin les seves terres. Els panches d'aquest sector no van cedir a aquestes pressions i en resposta van declarar la guerra als invasors i als seus resignats aliats.
El 6 d'agost de 1538 és fundada la ciutat de la Santa fe de Bogotà del Nou Regne de Granada en nom de l'emperador Carles V, el capità Pedro Fernández de Valenzuela va ser encarregat de buscar un lloc per a fundar la ciutat i el va trobar en Teusaquillo, no lluny d'on tenia el Zipa una casa d'esbarjo. La celebració es va realitzar el 27 d'abril de l'any següent en presència dels conqueridors Nicolás de Federmán i Sebastián de Belalcázar (o també Benalcázar). El comandant Belalcázar que el 1530 va participar juntament amb l'extremeny Francisco Pizarro en la conquesta del Perú, va ser un home molt organitzat i disciplinat que venia de fundar Quito el 1534, on també va escoltar sobre el Dorado en una terra llunyana anomenada "Cundulmarca" (de boca d'un comerciant).
Pel mateix temps, Jiménez de Quesada havia despatxat una petita comissió comandada pel seu germà Fernán Pérez de Quesada. Trobant-se z terres dels Guataquíes, va escoltar d'aquests que feia pocs dies havien passat uns estranys; algunes semblances a ells, als qui van anomenar Peruleros perquè provenien del Perú, acompanyats de guerrers mercenaris, equipats amb armes bellament decorades, ferratges, botigues, dones de joc, experts cuiners, toros de casta, princeses i dones amb abillaments típics inques, esclaus negres i centenars de porcs comptes amb cura per un sense nombre d'esclaus dirigits per fra Hernando de Granados; feien part d'una formidable expedició el propòsit de la qual era arribar a la Mar del Nord. Com mestre de camp venia Melchor Valdez i com a capitans Juan de Cabrera, Pedro de Puelles, Hernando de Rojas i el controvertii Juan de Arévalo a qui mig Perú no volia.
Guiat pels naturals, preocupat i intrigat Pérez de Quesada, va donar abast a la gran expedició de Belalcázar que es trobava estacionada en la desembocadura del riu Sabandija; banda occidental del Magdalena en un punt que en un punt que més tard van dir Pas de Julio Góngora, avui dia, la població de Méndez Tolima. Aquest sens dubte va ser la primera trobada entre dues grans expedicions en sòl panche que es tingui notícia i va succeir el 6 d'agost, data en què Quesada li va donar origen a Santa Fe.
Per la sobtada arribada des de Coro Veneçuela amb quatre-cents homes dels quals va perdre tres-cents, cent deu soldats del carrer, disset de cavall, més un centenar d'indis de càrrega Caquetíos el tercer expedicionari, el Teutó don Nicolás de Federmán, tinent del general Jorge Spira i encarregat per Alfínger com a Tinent i Capità General; entra per l'orient del país a la sabana de Bogotà, en cerca segons ell de trobar camí a la Mar del Sud. Aquest viatge va estar ple d'anècdotes, esquarteraments i crema d'indis vius. Tot justificable per a aquest expedicionari luterà, que si no va resultar un gran soldat, almenys, sí un estrateg astut i cruel, comerciant hàbil, cosa que va demostrar en enfrontar Quesada i Belalcázar a terres de Tisquesusa on es crea entre aquests comandants una incòmoda situació que origina severes disputes territorials.
Els tres alts oficials van convenir el retorn a Europa perquè la cort espanyola decidís sobre tan complicats litigis. Tractant de trobar una ruta més pròxima i amb l'encertat coneixement de la zona pels seus guies panches, muisca i les seves prèvies expedicions, van concloure que el riu Magdalena, aquell que havien deixat en el punt La Tora (nom donat del llibre sagrat del judaisme i marca l'origen hebreu de la família del conqueridor Quesada), havent decidit navegar per l’Opón a dalt; es trobava tan sols a quatre dies de camí cap a l'occident. Va ser així llavors que el 12 de maig de 1539 els tres generals expedicionaris van sortir rumb a Guataquí (Cundinamarca), una de les primeres poblacions d'origen Panche a ser presa per europeus i primer port d'embarcament sobre l'alt Magdalena. És d'anotar que la població de Tocaima (Cundinamarca) enfront de Guataquí, també d'origen panche, va ser lloc estratègic per a l'explotació de les mines de la Sabandija, Venadillo i Marieta en el nord del departament del Tolima (Fernández de Piedrahíta). Quant a la fundació d'aquests pobles i els que hi havia per venir, permeten la següent reconstrucció esquemàtica:
1 - Es comprova que a la regió conquistada existeixi or.
2 - Es funda sobre una antiga ciutat o poble un nou i es pren aquesta com a data de fundació única.
3 - S'imposa l'esclavitud o vassallatge d'acord amb les lleis europees i es creen i reparteixen els encàrrecs entre sacerdots, oficials i soldats.
4 - Es troben i exploten amb intensitat les mines d'or inicialment amb mà d'obra local, després amb nadius portats d'altres costats, posteriorment treballadors esclaus arribats penosament de l'Àfrica.
En 1542 Alonso Luís de Lugo, fill de l'extint governador de Santa Marta don Pedro Fernández de Lugo provinents dels Regnes d'Espanya i Illes Canàries, va arribar a Santa fe com avançat del Regne de Granada, qui segons fra Pedro Simón va portar les primeres 35 vaques i un toro a aquests nous territoris. Ingratament recordat per cobejós, saquejador de l'Erari Reial i quant va poder en Santa fe; a la fi de 1.543 va comissionar a Hernán Venegas Carrillo a descobrir aquests llocs. Entrant per Zipacón va trobar gran ajuda per part del Síquima, per a passar al costat occidental de la nació on es trobaven aquestes magnífiques mines. Però aquesta relació amistosa no va durar molt. Els espanyols van començar una guerra que va trigar 11 anys de 1.540 a 1.551 per a sotmetre per la força als panches del Cacic Tocaima. El 20 de març de 1544 el capità Vanegas Carrillo va fundar la ciutat de Tocaima.
Per Europa l'esdeveniment de la conquesta els va obrir un horitzó inesperat. Va propiciar canvis profunds en el polític, cultural, teològic i econòmic. Segons informes oficials de l'administració colonial espanyola, aproximadament un segle després d'iniciada la conquesta a Amèrica, es van transportar a la península ibèrica 181 tones d'or i 16.000 tones de plata. Aquestes xifres no tenen en compte que tant els oficials, soldats, frares, recaptadors, avançats etc., es quedaven amb la major part de l'or, plata i pedres precioses que robaven, explotaven, trobaven o recaptaven. L'intens comerç d'Amèrica cap a Europa, va crear unes figures que avui dia encara estan vigents. A Europa va circular per espai de quinze anys, deu vegades més or del que normalment circulava, produint una gran expansió mercantilista, animant d'aquesta manera el naixement del capitalisme entre Espanya i Portugal qui al seu torn gastaven i guardaven aquest or a Holanda i Anglaterra.
El primer intent de don Gonzalo per sortir cap a Europa per a lliurar personalment la part del tresor robat a l'Emperador i registrar el seu descobriment, va ser frustrat per problemes interns. Però l'arribada de dos conqueridors amb poderosos exèrcits a aquest mateix territori afanyo novament la sortida. En dos bergantins, l'u per a Jiménez de Quesada i per a l'alemany Federmán i l'altre per a Belalcázar; per espai de 17 quilòmetres van navegar sumits i distrets per les seves disputes jurisdiccionals, mai es van adonar d'estar en ple cor de la nació panche, societat de pescadors i artesans, que tampoc van imaginar que aquells estranys serien els nous propietaris de les seves terres. En aquest recorregut els conqueridors es van trobar amb la que considerem va ser un dels pilars de la cultura panche, Honda Tolima. El desembarcament en aquesta població es va deure al fet que era massa arriscat creuar els ràpids que allí es formen decidint fer transbord, fet que es va convertir en un important costum i d'Honda faria el port principal del Nou Regne. Els conqueridors i els seus problemes van seguir rumb a Europa però el poble panche va quedar exposat a l'amarg i demolidor ordre colonial.
Abans de l'arribada del saquejador i cobejós governador Alonso Lluís de Lugo, el 17 d'abril de 1537, la Real Audiència de Santo Domingo de la qual depenia la governació de Santa Marta, va nomenar successor Jerónimo Lebrón, habitant a l'illa l'Espanyola i fill del llicenciat Cristóbal Lebrón. Aquesta designació es va fer mentre a Espanya s'oficialitzava el nomenament del successor per dret que corresponia a don Alonso Luis de Lugo.
Evitant una confrontació armada amb els germans Quesada i sense poder fer valer els seus drets en el Nou Regne per trobar-se en una posició militar desavantatjosa, va decidir al gener de 1541 retornar-se a Santa Marta en dos bergantins construïts a Guataquí, però no abans de fer un gran negoci amb Pérez de Quesada per valor de dotze mil pesos d'or, per la venda de les seves provisions, estris i cavalls, sent aquesta xifra tota una fortuna. Navegant per la nova ruta del Magdalena, aquest ambiciós personatge va cometre quantitat de robatoris i abusos als habitants natius de la ribera.
Per la segona detenció i posterior trasllat del Governador Don Alonso a Espanya per oposar-se a les confirmacions dels encàrrecs fets per Lebrón; Alonso De Lugo deixa com a governador encarregat al seu familiar don Lope Montalvo de Lugo, qui va governar fins que va arribar d'Espanya el nou reemplaçament nomenat pel Rei, el llicenciat Miguel Díez de Armendáriz, primer visitador i jutge de residència. En 1545 va arribar a Cartagena i va donar títol de tinent governador d'aquest Regne a don Pedro de Ursúa.
Per la seva part el llicenciat Tinent General don Gonzalo Jiménez de Quesada després d'haver conquistat, viscut en aquests regnes, viatjat a Europa i gastat una fortuna en diversions i plets a Espanya, França i Itàlia al cap de 12 anys va tornar al Regne de la Nova Granada amb el títol de Mariscal; dedicant la seva vida a la cerca del Dorado. En aquest esforç va perdre els seus diners i només van tornar a Bogotà 74 espanyols dels 300 que l’acompanyaven, quatre indis de servei dels 1.500 i 18 dels 110 cavalls que portava.
És molt possible que l'actitud bel·ligerant assumida pels panches des de l'arribada dels peninsulars a aquestes terres, es degui al fet que ja tenien notícia de la forma com els espanyols s'havien comportat a les Antilles. Aquesta actitud va conduir a la ràpida extinció física i cultural dels primers súbdits de la Corona Espanyola en uns pocs anys de domini colonial. També sabien com van sotmetre, van enganyar i van robar als seus veïns Muisques. Sota aquesta amenaça, als espanyols se'ls va combatre des de la seva arribada i mai se'ls va considerar com a amics i molt menys com a déus.
És difícil saber si els panches en realitat eren excel·lents guerrers, si alguna vegada van tenir una força que representés un veritable perill per a la conquesta, o simplement van ser utilitzats pels narradors espanyols per a acréixer la fama i reputació dels conqueridors; per a desviar amb la grandesa castellana i amb supòsits fers guerrers la incompetència i frustració de no poder dominar sense assassinar i de no poder viure sense compartir.
Els panches podien en determinat moment tenir un exèrcit de milers d'homes, però no eren en veritat un repte militar seriós per la superioritat de l'armament i les tàctiques de guerra no ortodoxes dels espanyols. Els estrategs militars ibèrics usaven grups enemics dels seus forts adversaris, per a ser convenientment utilitzats com a aliats. Tàctiques, com la de terres arrasades, càstigs severs, el boicot d'articles de primera necessitat, la guerra bruta i fins a la guerra biològica (els espanyols llançaven cadàvers contaminats amb malalties contagioses a les fonts de subministrament d'aigua dels seus adversaris), van ser molt ben enteses i àmpliament practicades pels espanyols a Amèrica, sent aquests els factors causants de la ràpida desaparició d'aquesta població. D'igual forma se sap que els panches usaven armes no especialitzades, és a dir no van ser adequades per al combat, eren aparells per a la caça o elements de cultiu. L'escut per exemple que va ser un instrument de protecció bàsic utilitzat per societats bèl·liques antigues, no es coneixia en aquesta part del món, senzillament perquè no s'havia creat la necessitat del seu ús. En les poques baixes que va tenir l'exèrcit de Quesada, s'evidencia la forma singular de lluita dels panches concretant-se a la captura de presoners i no en l'anihilament físic del combatent, dissenyant-se per a aquest propòsit armes que no ocasionaven ferides mortals. Una cosa similar va succeir a societats Mesoamericanes i sobre aquest tema bé ho comentava el cronista Bernal Días del Castillo, en referir-se a un combat entre espanyols comandats per Cortés contra Maies a la ciutat de Potonchan, important centre comercial a la Centreamèrica antiga: ...En el temps que necessitaven per a capturar un enemic podien haver matat a tres... L'evidència històrica i arqueològica mostra que entre els panches no existia una societat de guerrers adaptats especialment per a l'escena de combat, ni molt menys que provinguessin d'una comunitat de bel·licositat ancestral.
No obstant això en cas de sentir-se amenaçats, disposaven d'una estructura defensiva per a la protecció de la seva sobirania. Els Siquima eren convocats a una assemblea permanent, formant una aliança militar entre diversos llogarets estats o cacicats en resposta a una agressió a la seva sobirania. Es prenien decisions, convenien estratègies i convocaven al poble a prendre les armes. En petits grups venien apareixent des de diversos llocs del senyoriu, encapçalats pel seu líder o capitost seleccionat entre ells mateixos. Els esquadrons s'organitzaven amb gents del mateix llogaret o regió i se'ls informava de les diverses activitats que havien d'exercir. Convocat aquest exèrcit de vilatans i armats amb aparells de cultiu i cacera, eren dirigits per capitans els qui disposaven d'armes més especialitzades i que al seu torn estarien liderats pels cacics en persona.
L'avanç cap al front de guerra per als panches, era executat per divisions d'atac cadascuna composta per fletxers i destres caçadors armats amb destrals en pedra. Aquestes legions eren antecedides per experts foners i llançadors de dards; que mimetitzats en la vegetació, complien amb l'estovament i desconcert en el front enemic per al gruix del seu exèrcit proveït amb poderoses macanes. També tenien com a missió, defensar la rereguarda i donar suport en cas de retirada. En el combat era vàlid tot, fins a tirar pedres i mossegar. Encara abans de la guerra, les peces i les pintures corporals que usaven els panches, omplien de desconcert i terror fent fugir als seus adversaris. Encoratjaven la seva pròpia resolució cap al combat i atemorien a l'enemic desenvolupant l'ofensiva en el més absolut silenci. En contrast, els panches no coneixien la pólvora ni molt menys els seus devastadors efectes en la guerra; ignoraven l'ús dels gossos i els cavalls que donaven força, agilitat i posaven un toc de desconcert i terror a les ofensives; i finalment desafiaven un poder desconegut, soldats mercenaris europeus experimentats i adobats que venien d'una sèrie de guerres de reconquesta en les quals per prop de vuit segles, van lluitar contra l'expansió musulmana a Europa i com a resultat d'això, van desenvolupar tàctiques especialitzades de combat i armes per a produir una mort segura.
Com un exèrcit més del costat castellà, els gossos armats d'ullals i arpes poderoses, estaven entrenats per a desbaratar un cos humà, ocasionant terribles lesions, ferides estripades i amputació d'òrgans genitals als supervivents. Els morts per gossos van córrer millor sort, el seu decés es donava per esquinçada de la gola, destrucció de l'abdomen, infeccions, ferides severes i anèmia aguda per pèrdua de sang. Amb sort l'atacat era ràpidament degollat i devorat per aquests fers gossos acostumats a la carn humana. Aquesta sort no sols la va viure el combatent indígena, en una política implacable d'intimidació, els mastins espanyols van ser usats contra la resta de la població, dones ancians i nens van caure víctimes d'aquesta bestial política de guerra.
La victòria d'uns pocs genets espanyols no es va deure únicament a la pólvora, als gossos, cavalls o als homes que els muntaven sinó als milers d'indígenes mercenaris que van capacitar per a ser dirigits per cada soldat espanyol. Les tàctiques dels panches també van ser un factor de desavantatge, la tradició del qual era atacar en grans grups, fent-los vulnerables a l'artilleria i als mosquets. Aquestes armes ocasionaven la mort a distància significant la deshonra pels panches, delicadesa que no afectava els castellans als qui els era indiferent la manera de matar.
Van fer front i va ser difícil vèncer-los, però els espanyols no van trigar molt a trobar la major feblesa d'aquests fers i valerosos defensors; a la mort o captura del seu líder, solien abandonar el camp de batalla, així estiguessin guanyant la contesa. Això va significar la pitjor derrota en el camp estratègic pels panches i un avantatge significatiu per a aconseguir la victòria castellana contra aquest poble.
Entre els cabdills i guerrers més destacats en la lluita contra els castellans tenim el Cacic Bituima qui va derrotar Fernán Pérez de Quesada en una batalla complicada on el temps, valor i astúcia van ser decisius. Cap d'una coalició de parcialitats panches, entre ells ambalema, sasaima, guataquí, anapoima secundats per tocarema, síquima, calandaima i altres més, es van organitzar per a expulsar dels seus territoris als espanyols.
Difícilment s'ha pogut organitzar una llista d'altres caps, amb històries de llanço pel complicat a trobar els seus noms o accions de valentia entre els manuscrits espanyols de l'època, no obstant això aquí tenim alguns d'ells; Grans Senyors que governaven les terres de la part que avui dia comprèn les terres càlides del departament de Cundinamarca contra el riu Magdalena en moments de la conquesta: Anapoima, Atacaima, Bituima, Calandaima, Conchima, Iqueima, Guacana, Lachimi, Síquima, i Tocaima.
Cacics que van dominar el marge occidental del riu Magdalena, nord del Tolima que van fer front als espanyols: Abea, Ambalema, Cirircua, Cimara, Colandaima, Totor, Leriguá, Pompomá, Niquiatepa, Sumarà, Ujiaté, Unicoá, Uniatepa, Uniguá, Ondama i Yuldama. És possible que alguns d'aquests noms hagin estat confosos per importants Després d'aquesta primera trobada amb les seves lamentables conseqüències i abans de disminuir l'ànim per defensar els seus territoris, els panches es van organitzar cada vegada més "en tàctiques de guerrilles d'indis " per a enfrontar les grans accions militars que encara estaven per venir.

## Aspectes antropològics
La seva pell era rogenca, caminaven nus, amb arracades en orelles i nassos, enfilalls de colors en coll i cintura i plomes de colors al cap. Adornaven coll, front, braços, cuixes i panxells amb peces d'or. Tenien per costum col·locar taules en la part posterior i anterior del cap dels nens, perquè el crani prengués forma de piràmide. Les seves poblacions, rancheríos dispersos que depenien d'un principal on vivia un cap polític (encara que mai van aconseguir nivells de cacicat o estatals), estaven situades en parts altes i de difícil accés, on s'arribava per un únic camí, en el qual, per a protegir-se dels enemics, cavaven profunds fossats, en el fons dels quals col·locaven pues enverinades. Solien adornar les seves cases amb cranis dels enemics i decorar-los com a forma de prestigi social. Segons els espanyols practicaven el canibalisme, presumint-se’n l'ús ritual, també s'afirma que bevien sang en el camp de batalla.

## Religió
És un fet i descobreix una unitat fonamental, sent considerats els fets naturals com un gest de força divina; a les valls del Magdalena el Panche adorava la força de la naturalesa i, abans de res, les aigües, les muntanyes, la muntanya, el sol i la lluna.
Els panches tenien com Déu central un ser tutelar, poderós i únic anomenat NANUCO o NACUCO. Dominava i regia les coses d'aquest i altres mons, tenia el poder de fer tant el bé com el mal, era suprem; per tant els seus actes i naturalesa anaven acompanyats de doble contingut. Aquest temut Déu era evocat amb un nom diferent d'acord amb el seu estat d'ànim i dels successos ocorreguts en el món, així mateix podia ser vist de diferent manera. A un que era el Déu de Déus sempre estava representat amb una sexualitat femenina. Tenia igualment aquest poble, un conjunt de Déus majors com el sol, la lluna anomenada QUININÍ, l'aigua i la muntanya. Existien també Déus menors iguals als de l'ètnia Pijao com la princesa Deessa TULIMA i altres d'importància com LULOMOY Déu gran amb múltiples extremitats, LOCOOMBO Déu del temps, benèvol i creador de totes les coses existents i ELIANI Déu de les coses no bones, la seva poder va ser mal interpretat pels conqueridors donant-li el mateix qualificatiu del dimoni cristià.Per l'abundància i proximitat amb les aigües, algunes d'aquestes deïtats degueren ser habitants d'aquestes, unes altres apareixien i es transformaven en la nit, com la lluna per qui sentien gran respecte i atracció.
Igual que altres religions, els panches adoraven un ésser suprem amb una personalitat complexa, seguit per déus menors o deïtats a les quals atribuïen la maldat o la benevolència. El seu Déu central representava dues meitats irreconciliables i opositores; arbitràriament dividit, exercia el bé entre els homes sent al seu torn aterridor i despietat. Contrari al diable en el cristianisme, aquest no era un ser independent que només actua a favor del mal, aquí pertanyia a aquesta mateixa essència divina. La maldat per als panches era part del caràcter d'aquest mateix Déu benèvol i celestial; per tant per a poder adorar el món íntegrament, calia establir al costat del culte immaculat, un culte a la maldat, o diguem-ho d'una altra forma un culte al càstig diví.
Aquestes deïtats no solament indicaven a l'home indígena les maneres de fer les coses o de com actuar entre ells mateixos, sinó fixaven normes que seguien amb summe rigor, respecte, atenció, temor, tenint com a fi l'actitud cap a la Naturalesa, ja que era ella mateixa qui exercia sobre l'home tot el seu poder. Ella representava l'espai viu de l'ocupació i el manteniment humà. El culte a Natura, amb particularitat gairebé congènita i ancestral com les oracions, resos, sacrificis, ofrenes i la mateixa essència de la filosofia, tenia un caràcter estrictament basat en l'Equilibri Ecològic. D'aquesta estreta i imprescindible relació afloren revelacions com els esperits de l'aigua, aire, terra, foc, muntanya, els qui amb tot el seu poder i suport de la Gran Mare castiguen als qui profanen i abusen o premien als qui respecten i cuiden d'aquest mitjà vital. Aquests Elements Déus, estaven dotats de vida i descomunal poder, sent aquests els qui castigaven amb enorme fúria com a erupcions volcàniques, pluges torrencials, tremolors, tempestes o sequeres, quan aquest equilibri estava amenaçat.

### Usos i costums
Es recalca de manera constant que l'activitat més important dels panches era la guerra i per aquest motiu les seves activitats quotidianes giraven entorn d'aquesta. No obstant això se sap que van treballar la ceràmica per a fabricar olles i utensilis casolans. Van conèixer l'art del filat i el teixit, encara que en forma rudimentària. El art rupestre ho van expressar mitjançant ideogrames gravats o pintats en les roques, dels quals encara subsisteixen mostres en el turó Guacaná, en la pedra del Chucui i en general en desenes de pedres tallades en tot el seu antic territori. La música, que en tots els pobles ha estat una manifestació artística i a vegades amb connotacions religioses, també la van practicar els panches amb instruments com ara carraques, fotutos, trompetes de caragol, cascavells, llavors seques i tambors.
Els panches eren exògams: no es casaven amb membres de la seva mateixa tribu ja que es tenien com a germans, per tant les dones i homes van buscar parelles matrimonials en altres grups o fins i tot d'altres pobles.

## Vocabulari
Fra Pedro Simón va recopilar unes poques paraules de la llengua panche:
neu, nevat = tolima
cruel, assassí = colima
cascada, salt de Tequendama: pati
cap = xe amima
cap principal = acaima
peix gran = patalo
peix bagre = panche